# Dosis equivalente a una banana

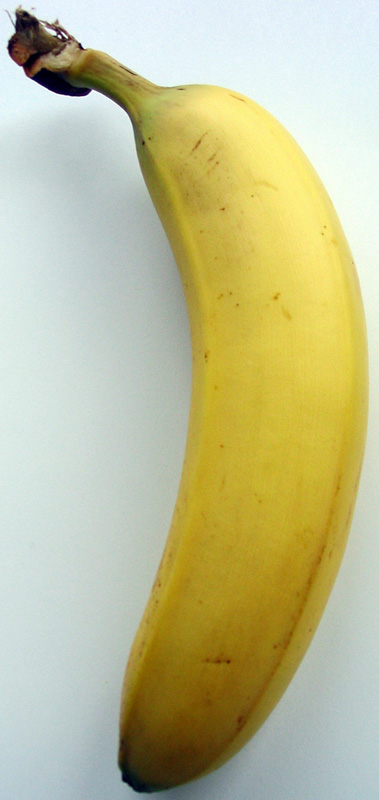
Un plátano contiene radiopotasio natural

La dosis equivalente a un plátano (en inglés: banana equivalent dose [BED]), es la dosis de radiación recibida al ingerir un único plátano. Es un concepto usado ocasionalmente por los defensores de la energía nuclear para dar una idea de los riesgos de la radiación mediante la comparación de la exposición a la radiación generada por un plátano común. 
Hay muchos alimentos que son radiactivos por naturaleza, y los plátanos en particular, debido a que son ricos en potasio. El potasio contiene un 0,0117 por ciento de potasio-40 (isótopo K-40), que es radiactivo. Las fugas de radiación de las plantas nucleares suelen medirse en unidades extraordinariamente pequeñas (es típico hacerlo en bequerelios). Comparando la exposición por estas causas a la dosis equivalente de un plátano se puede obtener una evaluación más realista de los riesgos reales.
En un plátano común de unos 150 gramos hay unos 600 miligramos de potasio [396 mg por cada 100 g], que contiene unos 0,070 mg de potasio radiactivo - que equivale a 18,5 bequerelios. El perfil radiológico medio del plátano común es por tanto de 120,37 bequerelio por kilogramo. La dosis equivalente de 365 plátanos (uno al día durante un año) es de 0,036 mSv en un año. Comparativamente la radiación natural en la Tierra es de 2,4 mSv año, por lo que simplemente vivir en el planeta Tierra durante un año representa una absorción de radiación 60 veces superior a comerse un plátano al día durante un año.
Los plátanos son considerados uno de los «materiales radiactivos legítimos» ya que, junto con otras mercancías como la cerámica o la arena para gatos, son lo suficientemente radiactivos como para hacer saltar falsas alarmas en los sensores de radiación usados en puertos y aduanas en Estados Unidos, que se usan para detectar el posible contrabando ilegal de material nuclear.

## Comparación con Three Mile Island
Tras el accidente de la planta de energía nuclear Three Mile Island, la Comisión Reguladora Nuclear de Estados Unidos (NRC) detectó yodo radiactivo en la leche local a niveles de 0,74 bequerelios/litro; una dosis muy inferior a la que uno podría recibir por la ingesta de un simple plátano. Por lo que un vaso de 350 cl de leche ligeramente radiactiva tendría alrededor de 1/75 BED (banana equivalent dose).
Un punto débil de esta comparación es que el yodo radiactivo es un gran emisor de radiación gamma/beta comparado con el potasio-40. Además el cuerpo humano también concentra cantidades significativas de yodo en la glándula tiroides, mientras que el Potasio (aunque fundamental para la biología humana) se encuentra en su mayor parte disuelto; por lo que la combinación de bioacumulación y el mayor poder de penetración de la radiación ionizante gamma hacen del yodo-131 un peligro más significativo para los humanos que una cantidad equivalente de potasio-40.

## Otros alimentos
Las patatas, las judías, las nueces, las semillas de girasol y el aguacate son otros alimentos que son moderadamente radiactivos por naturaleza. El alimento más radiactivo por naturaleza que se conoce son las nueces de Brasil, cuyos niveles de actividad alcanzan los 244 bequerelios por kilogramo.